# Edelbach
 (décembre 2021).
La mise en forme du texte ne suit pas les recommandations de Wikipédia : il faut le « wikifier ».
Les points d'amélioration suivants sont les cas les plus fréquents. Le détail des points à revoir est peut-être précisé sur la page de discussion.
- Les titres sont pré-formatés par le logiciel. Ils ne sont ni en capitales, ni en gras.
- Le texte ne doit pas être écrit en capitales (les noms de famille non plus), ni en gras, ni en italique, ni en « petit »…
- Le gras n'est utilisé que pour surligner le titre de l'article dans l'introduction, une seule fois.
- L'italique est rarement utilisé : mots en langue étrangère, titres d'œuvres, noms de bateaux, etc.
- Les citations ne sont pas en italique mais en corps de texte normal. Elles sont entourées par des guillemets français : « et ».
- Les listes à puces sont à éviter, des paragraphes rédigés étant largement préférés. Les tableaux sont à réserver à la présentation de données structurées (résultats, etc.).
- Les appels de note de bas de page (petits chiffres en exposant, introduits par l'outil «  Source ») sont à placer entre la fin de phrase et le point final[comme ça].
- Les liens internes (vers d'autres articles de Wikipédia) sont à choisir avec parcimonie. Créez des liens vers des articles approfondissant le sujet. Les termes génériques sans rapport avec le sujet sont à éviter, ainsi que les répétitions de liens vers un même terme.
- Les liens externes sont à placer uniquement dans une section « Liens externes », à la fin de l'article. Ces liens sont à choisir avec parcimonie suivant les règles définies. Si un lien sert de source à l'article, son insertion dans le texte est à faire par les notes de bas de page.
- La présentation des références doit suivre les conventions bibliographiques. Il est recommandé d'utiliser les modèles {{Ouvrage}}, {{Chapitre}}, {{Article}}, {{Lien web}} et/ou {{Bibliographie}}. Le mode d'édition visuel peut mettre en forme automatiquement les références.
- Insérer une infobox (cadre d'informations à droite) n'est pas obligatoire pour parachever la mise en page.

Pour une aide détaillée, merci de consulter Aide:Wikification.
Si vous pensez que ces points ont été résolus, vous pouvez retirer ce bandeau et améliorer la mise en forme d'un autre article.
Edelbach est depuis le 1er janvier 1964 une commune cadastrale d'Allentsteig en Basse-Autriche avec une superficie de 742, 06 hectares. Afin de pouvoir aménager le terrain d'entraînement militaire de Döllersheim, les habitants ont été déplacés à partir de 1938. La plupart de ces camps étaient des Stalags (Stammlager), camp de base pour soldats et sous-officiers . La plupart du camp était dédié aux officiers. Il existait 39 baraques en tout , dont 14 servaient aux officiers prisonniers. Les camps d'autres régions, quant à eux , ont servi principalement pour les sous-officiers et autres troupes.
Le camp était initialement destiné à un camp de jeunesse et au cantonnement des troupes allemandes en manœuvre. Il était construit avec des baraquements en bois à double parois, dont l'intervalle était rempli d'un isolant en laine de verre.

## Description et histoire
Le village d'Edelbach était situé au croisement des routes Allentsteig-Äpfelgschwendt et Merkenbrechts-Felsenberg, entre les vallées de la Taffa et de la Thaya. D'une superficie d'environ 18,2 kilomètres carrés, le territoire communal s'étendait sur environ 6,63 kilomètres d'est en ouest et sur environ 4,89 kilomètres du nord au sud.
Edelbach est mentionné pour la première fois dans un document de 1210, lorsque Otto von Truchsen fait don de propriétés près d'Edelbach à l'abbaye de Zwettl. En 1256, l'abbaye acquiert quatre manses à Edelbach auprès de Marquard von Streitwiesen. En 1258, Ortlieb et Ulrich von Winkel firent don à l'abbaye de propriétés à Edelbach et du patronage de l'église paroissiale.
En 1480 et 1645, Edelbach fut incendiée.
En 1532, l'abbaye de Zwettl a vendu la localité au propriétaire de Neunzen, Sigmund Leysser. Avec l'acquisition ultérieure de Neunzen, la propriété d'Edelbach passa également à Joachim, baron de Windhag.
Entre 1624 et 1676, les registres paroissiaux d'Edelbach étaient tenus par la paroisse de Großhaselbach et, à partir de 1676, par la paroisse d'Edelbach. Avec la suppression de la paroisse d'Edelbach, les registres ont été confiés à la paroisse de Stift Zwettl pour être conservés.
Au cours des réformes qui ont suivi la révolution de 1848/1849, la seigneurie a été dissoute et Edelbach s'est constituée en commune du district d'Allentsteig.
L'empereur François-Joseph Ier, l'empereur Guillaume II et le roi de Saxe participèrent aux manœuvres qui eurent lieu entre le 2 et le 8 août 1891 en tant qu'invités.
En 1926, Äpfelgschwendt fut séparé d'Edelbach et devint une commune indépendante. Les enfants en âge scolaire continuèrent cependant à fréquenter l'école d'Edelbach, tout comme ceux de Riegers.
Selon l'annuaire autrichien, la commune d'Edelbach comptait, en 1938, un boulanger, deux bouchers, deux aubergistes, un épicier, un marchand de farine et de fruits, trois forgerons, un tailleur, deux cordonniers, un marchand de bétail, un charron et plusieurs agriculteurs. Afin de pouvoir construire le terrain d'entraînement militaire de Döllersheim, la population d'Edelbach a eu jusqu'au 5 août 1938 pour quitter la localité composée de 60 maisons. Cependant, plus de 20 maisons ont continué à être habitées, principalement par des "seconds colons", qui n'ont été évacués par les troupes soviétiques que vers 1952.

## Effectifs
Le 25 février 1944, le nombre total des effectifs s'élève à 3 500 hommes tandis que le 4 avril, il atteint 4 000.
Le 15 juillet 1944, en plein essor, le camp atteint 4 357 hommes.
Le 17 novembre 1944, les systèmes de défense du camp contre une révolte ou une attaque extérieure ont abouti. Des tranchées ont également été construites.
Le 15 janvier 1945, le campement arrive à son apogée de 4615 hommes.

### Personnel du camp
Médecin Capitaine Jean GOULARD
Médecin Capitaine Georges GOUMET
Médecin Capitaine Victor ZEUDE
Capitaine Lucien RAFFAELI (condamné de 2 ans de prison le 6 avril 1943)

## Camp de prisonniers de guerre d'Edelbach
En septembre 1939, un camp de prisonniers de guerre a été construit à la périphérie d'Edelbach. Il a fonctionné comme camp de transit jusqu'en octobre 1939, puis comme Stalag XVII C jusqu'en juin 1940. À partir de juin 1940 et jusqu'à la fin de la Seconde Guerre mondiale, il a été géré comme Oflag XVII A. Avec une occupation d'environ 5600 officiers et ordonnances français, il comptait parmi les plus grands camps d'officiers du Reich allemand.
Le 15 décembre 1943, le docteur Chenet, venant des chantiers de Jeunesse de Megève, est arrivé au camp.
Cinq jours plus tard, le 20 décembre 1943, 28 officiers sont partis pour être rapatriés.
Le 31 du même mois, des engagés de la classe 4920 et des veufs depuis la captivité, ont été rapatriés. Le 12 janvier 1944, dix hommes ont été rapatriés ainsi que 16 malades qui ont quitté le camp l'année précédente; 120 prêtres et 30 séminaristes ont également été rapatriés.
Après la capitulation de l'Allemagne, le 8 mai 1945, les officiers français furent remplacés par des soldats allemands de la LKS7 (Luftkriegsschule 7 à Tulln près de Vienne) et d'autres formations de la Wehrmacht qui s'étaient portées volontaires la veille pour être faits prisonniers de guerre américains. Ils avaient été engagés dans les dernières semaines de la guerre comme troupes au sol contre les troupes soviétiques qui avançaient depuis la Tchécoslovaquie et les Balkans. Ils ne voulaient pas être faits prisonniers par les Soviétiques. Les membres du LKS ont toutefois été remis à l'Armée rouge. Le camp d'Edelbach a servi de camp de transit soviétique pour les prisonniers de guerre allemands jusqu'à fin juillet 1945 environ. Aujourd'hui, seul un panneau dans le paysage rappelle l'emplacement de l'ancien camp.

## Littératures
- Paul Buberl: Les monuments du district politique de s Zwettl en Basse-Autriche (sans l'abbaye de Zwettl). Partie 1: District judiciaire d'Allentsteig (=> Österreichische Kunsttopographie. Bd. 8, 1). En commission chez Anton Schroll & Co, Vienne 1911.

- Wolfgang Haydn: Edelbach: Maries aufregendes Waldviertel - Geschichten aus der gestohlenen Heimat. Éditions Bibliothek der Provinz, Weitra 2021,  (ISBN 978-3-99126-003-5).

- Johannes Müllner: La patrie profanée. 2e édition. Association Information Waldviertel, Allentsteig 1998,  (ISBN 3-9500294-0-0).

- Leopold Sainitzer: Ortskunde der Schulgemeinde Edelbach. Auto-édition de l'auteur, Waidhofen a. d. Thaya 1932.

- Margot Schindler: Devoir partir. Die Entsiedlung des Raums Döllersheim (Niederösterreich) 1938-1942. Volkskundliche Aspekte (=> Veröffentlichungen des Österreichischen Museums für Volkskunde 23). Österreichisches Museum für Volkskunde, Vienne 1988,  (ISBN 3-900359-38-5).

- Ernst-Werner Techow: La vieille patrie. Description du quartier de la forêt autour de Döllersheim. Publié par la Deutsche Ansiedlungsgesellschaft Berlin. Sudetendeutsche Verlags- und Druckerei-G.m.b.H., Eger 1942.

## Liens internets
Die Alte Heimat
https://www.bibliotheca-andana.be/?page_id=255999

## Liens
1. Müllner: Die entweihte Heimat.
2. Statistik Austria: Ortsverzeichnis Niederörreich 2001
3. Technow: Die alte Heimat.
4. Sainitzer: Ortskunde der Shulgemeinde Edelbach
5. Buberl: Österreichische Kunsttopographie
6. Technow: Die alte Heimat
7. Sainitzer: Ortskunde der Shulgemeinde Edelbach
8. Sainitzer: Ortskunde der Shulgemeinde Edelbach
9. Adressbuch von Österreich für Industrie, Handel, Gewerbe und Landwirtschaft, Herold Vereigte Anzeigen-Gesellschaft, 12. Ausgabe, Wien 1938 PDF, Seite 229
10. Müllner: Die entweihte Heimat